# 岩政大树
岩政大树（1982年1月30日—）出生于日本山口县周防大岛町，足球运动员，现效力于日本职业足球联赛球队鹿岛鹿角，他是日本国家队的成员。

## 俱乐部生涯
2003年，岩政大树在鹿岛鹿角开始职业足球生涯，至2009赛季已经为球队出场178次。
2014年，他转会至泰国俱乐部BEC特羅薩薩納，并帮助该俱乐部夺得2014年泰国联赛杯冠军，其中他在决赛中攻入一球。2015年，他回到日本，效力于岡山綠雉。2017年，他转会至地区联赛俱乐部东京联FC。他在2018赛季结束后退役。

## 国家队生涯
2009年10月10日，岩政大树在和苏格兰的友谊赛中第一次代表国家队出场。

## 南非世界杯成绩
| #  | 日期          | 地點           | 對手   | 比數 | 結果 | 比賽               |
| -- | ------------- | -------------- | ------ | ---- | ---- | ------------------ |
| 1. | 2010年6月14日 | 南非布隆泉     | 喀麦隆 | 1-0  | 勝出 | 2010年世界盃足球賽 |
| 2. | 2010年6月19日 | 南非德班       | 荷蘭   | 0-1  | 负   | 2010年世界盃足球賽 |
| 3. | 2010年6月24日 | 南非勒斯滕堡   | 丹麦   | 3-1  | 勝出 | 2010年世界盃足球賽 |
| 4. | 2010年6月29日 | 南非普勒托利亞 | 巴拉圭 | -    |      | 2010年世界盃足球賽 |

## 外部連結
- 岩政大树在Soccerway.com（英语）
- 岩政大树在WorldFootball.net（英语）
- 岩政大树在National-Football-Teams.com（英语）
- 岩政大树在kicker（德语）
- 岩政大树在FBref.com（英语）
- 岩政大树在J.League（日语）
- 岩政大树在J.League (manager)（日语）
- 岩政大树在FootballDatabase.eu（英语）
- 岩政大树在Transfermarkt（英语）
- 岩政大树在Transfermarkt (manager)（英语）